# Plaggenborg
Plaggenborg est un hameau qui fait partie de la commune de Westerwolde, situé dans la province néerlandaise de Groningue. Le 1er janvier 2006, le hameau comptait 140 habitants, y compris le hameau de Jipsinghuizen.